# El Greco, les ténèbres contre la lumière
Pour le film de 1966, voir Le Greco (film).
Pour plus de détails, voir Fiche technique et Distribution.
El Greco, les ténèbres contre la lumière (El Greco) est un film biographique hispano-hungaro-grec, réalisé par Yannis Smaragdis, sorti en 2007.
Sorti en Grèce les 11 (en Crète) et 18 octobre 2007 (le reste du pays), il est présenté le 3 décembre 2009 au cinéma des Cinéastes, dans le 17e arrondissement de Paris, lors de la 6e édition du Panorama du cinéma grec contemporain ; il sort sur les écrans français le 3 mars 2010.
Ce film biographique est une adaptation de la biographie romancée El Greco: o Zografos tou Theou (El Greco : le peintre de Dieu), de Dimitris Siatopoulos.
Le 1er février 2009 à Madrid, le Prix Goya des meilleurs costumes est attribué à Lala Huete.

## Synopsis
Le film narre la période, de 1566 à 1580, de la vie du peintre Domínikos Theotokópoulos, célèbre sous le nom de El Greco, de ses premiers succès comme peintre d'icônes dans son île natale, Crète, à son activité de peintre maniériste et sa production de ses plus importantes œuvres à Tolède, et dont le point culminant (et totalement fictif) est sa relation conflictuelle avec le cardinal Fernando Niño de Guevara, Grand Inquisiteur d'Espagne.
À Tolède, El Greco, emprisonné dans les geôles de l'Inquisition dans l'attente de son jugement, commence la rédaction de ses mémoires. À l'aide de retours en arrière, le réalisateur relate la vie du peintre. Né dans l'île de Crète, alors possession de la république de Venise, El Greco, farouche partisan de l'indépendance de l'île, noue cependant une idylle avec Francesca, la fille du gouverneur vénitien. Puis, et pour fuir la répression et conscient que sa formation de peintre nécessite des études à l'étranger, il quitte la Crète et sa bien-aimée et se rend à Venise. Dans la cité des doges, il fréquente l'atelier de Titien où il rencontre un prêtre espagnol, Niño de Guevara, le futur Grand Inquisiteur.
Il s'installe ensuite à Madrid, puis à Tolède où il retrouve Niño de Guevara. Ce dernier éprouve des sentiments homosexuels pour El Greco, non réciproques et, s'il apprécie son talent, est de plus en plus critique à l'égard du style de ses peintures religieuses. Les relations se détériorent entre les deux hommes jusqu'à la découverte de son portrait peint par le Gréco, qui provoque la colère de Niño de Guevara...

## Commentaires autour du film
Le film passe sous silence le séjour du peintre à Rome et la commande, par Philippe II d'Espagne, du tableau destiné au palais de l'Escurial et finalement refusé, Le Martyre de Saint Maurice.
Le réalisateur s'arrange avec la date du tableau Portrait du cardinal Fernando Niño de Guevara ; dans le film, la colère du cardinal à la vue de son portrait intervient en 1580 alors que la date de sa réalisation est vers l'année 1600.

## Fiche technique
- Titre : El Greco, les ténèbres contre la lumière
- Titre original : El Greco
- Réalisation : Yannis Smaragdis
- Scénario : Jackie Pavlenko et Yannis Smaragdis, Dimitris Siatopoulos (roman)
- Musique : Vangelis
- Direction artistique : Oriol Puig et Damianos Zarifis
- Costumes : Lala Huete
- Photographie : Aris Stavrou
- Montage : Iannis Tsitsopoulos
- Producteur : Giorgos Fragos • Raimon Masllorens • Eleni Smaragdi • Dénes Szekeres
- Production : Alexandros Film et 16 sociétés ou organismes en coproduction
- Distribution pour la France : Accattone Distribution
- Pays de production:  Grèce,  Espagne,  Hongrie
- Langues de tournage : anglais, espagnol, grec et italien
- Genre : Biopic
- Durée : 119 minutes
- Classification :  Argentine : 13
- Format : Couleur • 1,78:1 • Dolby Digital
- Société de distribution : Accattone Distribution (pour la France)
- Dates de sortie : 
  - Grèce : 11 et 18 octobre 2007
  - Espagne : 21 novembre 2008
  - France : 3 mars 2010

## Distribution
- Nick Ashdon : El Greco
- Juan Diego Botto : Niño de Guevara
- Laia Marull : Jerónima de las Cuevas (épouse du Greco)
- Lakis Lazopoulos : Nikolos
- Sotiris Moustakas : Titien
- Dimitra Matsouka : Francesca

## Récompenses
- Prix du meilleur acteur, au Festival international du film du Caire 2008, pour Juan Diego Botto
- Goya 2009 : meilleurs costumes
- Prix du meilleur son (compétition du cinéma grec), au Festival international du film de Thessalonique, pour Marinos Athanassopoulos